# SM UB-2
|                        | |
| Каријера               | Немачко царство |
| Постављена:            | 15. октобра 1914. |
| Поринута:              | 1. новембра 1914. |
| У служби од:           | 13. фебруара 1915. |
| Судбина:               | Растављена 3. фебруара 1920. |
| Главне карактеристике  | |
| Тонажа:                | на површини 127 (140 кратких тона), испод површине 142 (157 кратких тона)                                                                         |
| Дужина:                | 92 стопа 2 инче (28,09 ) |
| Ширина:                | 10 стопа 6 инчи (3,20 ) |
| Газ:                   | 9 стопа 10 инчи (3,00 ) |
| Погон:                 | 1 × пропелерско вратило 1 × Дајмлер четвороцилиндричан дител мотор, 60 (45 ) 1 × Сименс-Шукертов електрични мотор, 120 (89 )                      |
| Брзина:                | на површини 6,47 чворова (11.98 km/h), на површини 5,51 чворова (10.20 ),                                                                             |
| Макс. дужина пловидбе: | на површини 1.650 наутичких миља при брзини од 5 чворова (3,060 при 9,3 km/h), испод површине 45 наутичких миља при брзини од 4 чворова (83 при 7,4 ) |
| Посада:                | 1 официр + 13 морнара |
| Наоружање:             | 2 × 45 (17,7 инчи) торпедне цеви 2 × торпеда 1 × митраљез од 8 (0,31 инчи)                                                                        |

 је била немачка подморница типа UB I Немачке царске морнарице за време Првог светског рата. Током своје каријере потопила је једанаест бродова, а растављена је у Немачкој 1920. 
UB-2 је поручена октобра 1914, а поринута је месеца новембра у немачком бродоградилишту „Germaniawerft“ и Килу. UB-2 је била нешто више од 92 стопе (28 m) дугачка и тежила је између 127 и 142 тоне (140 и 157 кратких тона) у зависности да ли је била на површини или потопљена. Носила је два торпеда смештена у две торпедне цеви и била наоружана митраљезом постављеним на палуби. Поринута је и пуштена у рад је као SM UB-2 фебруара 1915.
 је била једина подморница своје класе која није транспортована у Антверпен преко железнице, већ је пребачена морем у луку Зебриж у којој је била стационирана Фландријска флотила. Под командом Вернера Фирбрингера, UB-2 је потопила једанаест британских бродова тешких укупно 1.374 бруто тона. Додељена је Балтичкој флотили марта 1916. у којој је присуствовала обукама децембра исте године. На крају рата, UB-2 је оцењена неподесном за пловидбу и није се могла предати у Харвич са осталим немачким подморницама. Остала је у Немачкој у којој је била растављена од стране трговачког предузећа „Stinnes“-а фебруара 1920.

## Изградња и пројектовање
Након што је Немачка армија брзо узнапредовала дуж обала Северног мора у најранијој фази Првог светског рата, Немачка царска морнарица нашла се без одговарајућих подморница којима би могла контролисати обалама у близини обале Фландрије. Из пројекта број 34, који је започет средином августа 1914, настао је модел типа UB I који је представљао малу подморницу која је могла да се испоручи железницом до луке где се опет могла брзо монтирати. Због ограниченог капацитета пруге, модел UB I је морао уступити место пловилу дугачком отприлике 92 стопа (28 m) са тежином од око 125 тона (138 кратких тона) и са две торпедне цеви у себи.  је била део почетне расподеле која броји осам подморница — од UB-1 до UB-8 — поручених 15. октобра од „Germaniawerft“-а из Кила, тек нешто мање од два месец дана након што је отпочет програм стварања нове класе пловила.
UB-2 је поринута од стране „Germaniawerft“-а дана 1. новембра, поставши тако једно од прва два пловила своје класе које се покренуло. Уведена је у службу у Килу 13. фебруара 1915. Када је завршена, UB-2 је била 92 стопе и 2 инча (28,09 m) дугачка, 10 стопа и 6 инчи (3,20 m) широка, а њен газ је износио од 9 стопа и 10 инчи (3,00 m). Имала је један Дајмлеров четвороцилиндрични дизел-мотор од 60 коњских снага (45 kV) намењен за повшинско кретање и један Сименс-Шукертов електрични мотор од 120 коњских снага на вратилу (89 kW) за подводно кретање; оба су била прикључена за једно пропелерско вратило. Њена максимална брзина при површинском кретању је износила 6,47 чворова (11,98 km/h), а при подводном 5,51 чворова (10,20 km/h). На умереним брзинама, могла је да преплови и до 1,650 наутичких миља (3,060 km) на површини пре допуњавања горивом, а под водом и до 45 наутичких миља (83 km) пре поновног пуњења батерија. Као и све подморнице класе, и UB-2 је била у могућности да зарони у дубину 50 m (160 ft), а могла је да нестане са површине у року од 33 секунде.
 је била наоружана са два торпеда од 47 cm смештена у две торпедне цеви. Такође, била је опремљена једним митраљезом на палуби калибра од 8 mm (0,31 инчи). Стандардна посада се састојала од једног официра и тринаест морнара.

## Каријера
Дана 10. фебруара под командом 26-огодишњег капитен-лајтанта Вернера Фирбрингера, пореклом из 
Брауншвајга, подморница је ушла у службу Немачке царске морнарице под ознаком SM UB-2, претходно прошавши кроз испитну пловидбу у домаћим водама.
UB-2 је испловила из Немачке упутивши се за Фландрију да би се придружила Франдријској флотили 10. маја 1915, поставши тако једина подморница у флотили која није испоручена у Антверпен путем железнице. У тренутку када се придружила флотили, Немачка је била усред своје прве подморничке офанзиве започете још у фебруару. Током ове кампање, непријатељска пловила у дефинисаној немачкој ратној зони, која је опколила све воде око Уједињеног Краљевства (укључујући и канал Ламанш), требало је да се потопе. Пловила неутралних земаља није требало да се нападају, осим у случају да су се дефинитовно могла идентификовали са непријатељским пловилима које плове под лажном заставом.
Операције подморница Фландријске флотиле у почетку су биле ограничене на патролирање у Хоофдену, јужном делу Северног мора између Уједињеног Краљевства и Холандије. Дана 9. и 10. јуна, док су патролирале у том пространству од 50 до 60 наутичких миља (93 — 110 km) југоисточно од Лоустофта, UB-2 је потопила шест британских рибарских бродова, чија је заједничка бруто тонажа била ипод 300 GRT, од чега је највише отпадало на Intrepid-а који је тежио 59 тоне. Свих шест рибарских бродова, чија су једра по традицији била црвена, било је заустављено, да би се на њих укрцала посада из UB-2 која их је потом потопила експлозивом.
Након што је крајем јуна сестринска подморница UB-6 заобишла бивше британске против-подморничке мреже и мине у Па-де-Калеу, пловила флотиле су почела да патролирају западним Енглеским каналом. Убрзо су јој се у патролирању канала придружиле UB-2, UB-5 и UB-10. Иако ниједна од њих није потопила ниједан брод, по успешном завршетку свог путовања доказали су оправданост у победу над британским противмерама у мореузу Па-де-Калеу.
Дана 28. августа, патролирајући у области Кортон-Јармута, UB-2 је потопио британски рибарски пароброд Miura-у. С тежином од 297 тона, Miura је надмашила Intrepid-а као највеће пловило потопљено до тада од стране UB-2. Почетком следећег месеца, UB-2 је потопила још два рибарска брода који су се налазили 44 наутичке миље (81 km) источно-североисточно од Лоустофта: Constance-а од 57, као и Emanuel-а од 44 тоне. Три дана касније, UB-2 је потопила још једну рибарску лађу Boy Ernie-а источно од Кромера. Као и у случају шест бродова потопљених у јуну, и ова три су била заустављена од стране UB-2 и потопљена експлозивом.
Немачка подморничка офанзива је обустављена 18. септембра од стране шефа Адмиралштаба, адмирала Хенинга фон Холцендорфа, као одговор на америчке захтеве након што су немачке подморнице потопиле у мају 1915. Cunard Line-ов пароброд RMS Lusitania-у, као и остала тежа пловила у августу и септембру. Према Холцендорфовој директиви, све подморнице морале су напустити Енглески канал и Келтско море, а захтевано је још уз то да се сва дејства у Северном мору спроведу строго по прописима вођења морских ратова. И стварно, UB-2 није потопио ниједно пловило више од шест месеци.
Немачка царска морнарица започела је своју другу подморничку офанзиву фебруара 1916, објавивши, између осталих одредаба, да сва непријатељска пловила у ратној зони треба уништити без икаквог упозорења. Дана 26. фебруара 1916. UB-2 је потопила теретни брод Arbonne, што је представљало последњи ратни успех за њу. Поменути британски пароброд — највећи брод икада потопљен од стране UB-2— потонуо је са свих четрнаест чланова своје посаде.
Почетком марта, капитенлајтнант Фирбрингер је смењен и на његово место је доведен бивши командант UB-13, капитенлајтнант Карл Нојман, који је био у истој кадетској класи као и Фирбрингер. Фирбрингер, који је наставио да командује над шесторо осталих подморница, био је одговоран за потапање скоро 100.000 тона испоруке намењене Британцима. Године 1933. објавио је мемоаре у којима је описао своју подморничку службу за време рата, Alarm! Tauchen!!: U-boot in kampf und sturm [Пажња! Урањамо!!. Подморница у борби и удару], обухвативши у њима преглед своје каријере, укључујући и време проведено у UB-2.
Од почетка фебруара, Фландријска флотила је почела да прима новије и веће типове подморница UB II. UB-2 је пребачен у Балтичку флотилу око недељу дана након што је Нојман преузео команду. Познато је да су пловила Балтичке флотиле била стационирана у Килу, Данцингу и Либауу, али где је UB-2 била стационирана у то време, наши извори ћуте. Док је била у Балтичкој флотилу, подморница је променила променила команданте. Нојмана је у априлу сменио оберлајтант Томас Бибер, кога је опет у јулу сменио такође оберлајтант Харалд Кејзерлингк. Почетком децембра, Кејзерлингк је добио прекоманду у UB-36, а UB-2 је било додељено да врши дужности везане за обуку. Према ауторима Р. Х. Гибсону и Морису Прендрегасту, подморнице означене за тај задатак у ствари представљају „истрошена пловила“ неподесна за употребу.
На крају рата савезници су захтевали од Немачке да им предају све своје подморнице у Харвич. UB-2 је била једна од осам подморница која се сматрала неподесном за пловидбу, те јој је дозвољено да остане у Немачкој. Растављена је од стране „Stinnes“-а 3. фебруара 1920.

## Потопљени или оштећени бродови
| Датум               | Назив   | Тонажа | Земља порекла  |
| ------------------- | ------- | ------ | -------------- |
| 9. јуна 1915.       |         | 43     | Вел. Британија |
| 9. јуна 1915.       |         | 52     | Вел. Британија |
| 9. јуна 1915.       |         | 48     | Вел. Британија |
| 9. јуна 1915.       | или     | 50     | Вел. Британија |
| 9. јуна 1915.       |         | 45     | Вел. Британија |
| 10. јуна 1915.      |         | 59     | Вел. Британија |
| 23. августа 1915.   |         | 257    | Вел. Британија |
| 7. септембра 1915.  |         | 57     | Вел. Британија |
| 7. септембра 1915.  |         | 44     | Вел. Британија |
| 10. септембра 1915. |         | 47     | Вел. Британија |
| 26. фебруар 1916.   |         | 672    | Вел. Британија |
|                     | Укупно: | 1.374  |                |

## Белешке
1. ↑  „SM“ стоји за „Seiner Majestät“ (Његово Височанство) и комбиновано са U за Unterseeboot могло би се превести као Његовог Височанства подморница.
2. ↑  Касније дотеривање — замењивање торпедних цеви са системима полагања мини — довело је до настанка типа UC I, тј. обалске минополагачке подморнице. види:
3. ↑  Фирбрингер је априла 1907. био у морнаричкој кадетској класи са још 34 будућих подморничких капетана, укључујући Хајноа фон Хајмбурга, Ханса Ховалдта, Отоа Штајнбринка и Ралфа Венингера.[9]
4. ↑  Остале подморнице су U-1, U-2, U-4, U-17, UB-5, UB-9 и UB-11.
5. ↑  Тонаже су у регистарским тонама.